# 槇原村
槇原村（まきはらむら）は、かつて新潟県刈羽郡にあった村。

## 地理
西側は日本海に面する。

## 沿革
- 1889年（明治22年）4月1日 - 町村制施行に伴い刈羽郡悪田村、春日村、橋場村、上原村、下原村、山本村が村制施行し、槇原村が発足。
- 1901年（明治34年）11月1日 - 刈羽郡日吉村と合併し、西中通村となり消滅。